# Design au Québec
 (mai 2025).

Le design au Québec est une discipline créative qui façonne les objets, les espaces et les systèmes en conciliant esthétique, fonctionnalité et innovation, tout en reflétant l'identité culturelle du Québec. Depuis l'essor du modernisme dans les années 1960, notamment avec l'Exposition universelle de 1967 à Montréal, le design québécois s'est affirmé comme un vecteur de développement économique et culturel, intégrant des approches multidisciplinaires allant du design industriel au design graphique, en passant par l'architecture et l'urbanisme.
Au Québec, les pratiques de l’architecture, de l’urbanisme et du design représentent plus de 39 000 professionnels. L’impact économique de leur travail se chiffre à près de 1 200 M$, ce qui en fait le plus important secteur du domaine de la culture. 
Selon une recherche effectuée par le Designium Global Design Watch en collaboration avec le Forum économique mondial, le Canada se classe au 12e rang en tant qu’économie développée et au 20e rang de l’indice de compétitivité en design.
L’architecture, le design et l’urbanisme sont « toutes des disciplines de la création qui confectionnent et ont le pouvoir de qualifier, d’enrichir notre cadre de vie ».  Le design est une activité d’idéation, création, planification, production et gestion qui contribue également à la compétitivité de l’économie, participe à l’expression culturelle d’une collectivité et renforce son identité et celle de ses entreprises.

## Historique
Après la seconde guerre, on note qu’au Québec et en particulier à Montréal, les manifestations en architecture et en urbanisme sont en rupture avec l’héritage urbain et architectural traditionnel. Ce courant « progressiste » coïncide avec la fin de la Révolution tranquille et permet une forme d’émancipation aux québécois. L’essor créatif des professions du design se confirme au milieu des années 1960 avec le grand projet de l’Exposition universelle de 1967 et la construction du Métro de Montréal. Les occasions pour les designers de créer des projets stimulants dans un contexte multidisciplinaire et international sont alors nombreuses. 
Grâce à Terre des Hommes (exposition), Montréal est reconnue alors comme haut lieu de création et attire les talents à venir s’établir au Québec. Plusieurs créateurs québécois se souviennent que cet éveil ne sera que de courte durée puisqu’au cours des années 1970, les pratiques de l’architecture, du design et de l’urbanisme sont dévalorisées et leur enseignement est négligé, ce qui démotive plusieurs chefs d’entreprises à investir dans la recherche et le développement de produits. 
Les décennies 70 et 80 verront la formation d’une relève grâce à la mise sur pied et à l’organisation d’écoles d’enseignement de plus en plus développées. Aujourd’hui, neuf universités québécoises et plusieurs chaires de recherche proposent des programmes d’études liés au design afin d’assurer une relève.
C’est au cours des mêmes décennies que les associations professionnelles du design québécois se consolident :
- L’Ordre des architectes du Québec (OAQ) fondé en 1974 (autrefois appelé l'Association des architectes de la province de Québec, fondée en 1890) qui regroupe plus de 3 000 professionnels et dont la  principale fonction est d'assurer la protection du public;

- L’Association professionnelle des designers d’intérieur du Québec (APDIQ) fondée en 1933 (appelé alors Interior Decorators Association of Quebec) qui agit comme organisme d’homologation, de classification et de certification de la profession afin d’assurer la reconnaissance et la protection d'une compétence professionnelle individuelle ainsi que de son mode d’accréditation;

- L’Ordre des urbanistes du Québec (OUQ) créé en 1963 et dont le mandat principal est d’assurer la protection du public en contrôlant l'exercice de la profession;

- L’Association des designers industriels du Québec (ADIQ) née en 1964, visant à promouvoir le design industriel au Québec et à contribuer à l'avancement professionnel et économique des intervenants du design industriel au Québec et au Canada;

- L’Association des architectes paysagistes du Québec (AAPQ) fondée en 1965, visant à promouvoir la création et la valorisation du paysage en milieu naturel et construit dans le but de constituer un cadre de vie sain, fonctionnel et esthétique, axé sur les besoins de la population et répondant aux exigences écologiques;

- La Société des designers graphiques du Québec (SDGQ) fondée en 1974 et ayant comme mission de promouvoir le design graphique au Québec et de contribuer à son avancement en favorisant le développement professionnel et économique de ses membres.

Parallèlement à la création d’écoles d’enseignement et à la consolidation des associations du design, des musées, galeries et centres d’artistes constituent collections et expositions vouées au design et de nombreux acteurs de promotion spécialisés en design (magazines, blogues, événements spécialisés ou grand public, salon etc.) informent et sensibilisent le public. La démocratisation des pratiques, jumelée à une structure économique favorable confirme le Québec comme lieu de design de qualité. Les professionnels de l’architecture, du design et de l’urbanisme sont de plus en plus intégrés dès le début du processus de commande de projets. Le Rapport Picard, publié en 1986, confirme le design comme un des sept axes prioritaires pour le développement économique de Montréal et convainc les gouvernements du Canada et du Québec et la Ville de Montréal de se mobiliser pour faire de Montréal un centre de design de calibre international. Les conclusions de ce rapport instigueront une série d’initiatives visant à confirmer Montréal comme capitale internationale du design.

## Chronologie
- 1986
  - Publication du Rapport Picard
  - Mise sur pied du Centre Infodesign en collaboration avec l’APDIQ, appelée à l’époque Société des décorateurs-ensembliers du Québec

- 1989 – Première édition du Salon international du design d’intérieur de Montréal (SIDIM)

- 1991 – Création du Commissariat au design de la Ville de Montréal. La Ville de Montréal est la seule ville canadienne dotée d’une fonction de commissaire misant exclusivement sur la promotion et le développement d’initiatives uniques qui encouragent l’implication des designers au devenir culturel et économique de la ville

- 1993-2007 – Mise sur pied de l’Institut de Design Montréal (IDM), organisme de valorisation et promotion du design à la suite de la publication du rapport Picard

- 1995-2004 – Tenue de la première édition du Concours Commerce Design Montréal, initiative de la Ville de Montréal ayant comme objectif d’améliorer la qualité de vie, l’image et l’attrait de la ville dans une perspective de développement durable et de cohésion sociale

- 2004 – Publication du premier Plan d’urbanisme de la Ville de Montréal constituant l’aboutissement d’un effort important de concertation entre les élus et les Montréalais et présentant la vision d’aménagement et de développement du territoire de Montréal, en plus de préciser les grandes orientations d’aménagement

- 2005 – Élection de Montréal pour accueillir le siège social de l’International Design Alliance (IDA). L’IDA est le secrétariat conjoint de l’International Council of Societies of Industrial Design (Icsid) et de l’International Council of Graphic Design Associations (Icograda)

- 2006
  - Désignation de Montréal comme Ville UNESCO de design. « Ni un label, ni une consécration, cette désignation de l’UNESCO est une invitation à développer Montréal autour de sa créativité en design »[6]. Il s’agit d’une occasion unique d’affirmer le leadership de Montréal comme pôle d’excellence en design, et de renforcer sa vocation internationale. Le Réseau des villes créatives de l’UNESCO vise à favoriser le développement en exploitant le potentiel de la création locale au moyen de partenariats entre les secteurs public et privé, l’échange de bonnes pratiques et le partage de connaissances à l’échelle internationale
  - Création de Design Montréal, unité de coordination et d’expertise. Le bureau Design Montréal, mise sur la promotion et le développement d’initiatives uniques qui encouragent l’implication des designers au devenir culturel et économique de la ville
  - Création de la Conférence interprofessionnels du design du Québec (CIDQ) dont naîtra l’organisme Mission Design

- 2008 – Établissement des bureaux de l’International Federation of Interior Architects | Designers (IFI) à Montréal

- 2010 – Inauguration de l’organisme Mission Design le 10 mai, organisme de concertation professionnelle entre les ordres et associations du design visant à assurer une synergie entre les disciplines et les professionnels afin de promouvoir et valoriser le design aux yeux du public, des entreprises et de tous paliers de gouvernement et d’assurer la compétitivité de l’économie québécoise. Mission Design est le résultat d’une étude commandée par la CIDQ et le gouvernement du Québec

## Initiatives et résultats
Les initiatives entreprises au cours des 25 dernières années visant à promouvoir et valoriser l’utilisation de l’architecture, du design et de l’urbanisme donnent des résultats.  La qualité et l’innovation est reconnaissable un peu partout à Montréal qui mise dorénavant sur des projets d’aménagements plutôt que sur des constructions. Par exemple, la revitalisation du Quartier international de Montréal (QIM) inauguré en 2004, le complexe Benny Farm, le réaménagement du Vieux-port de Montréal et plus récemment, le Quartier des spectacles. 
Enrichie par une diversité ethnique et linguistique, Montréal montre un grand désir de promouvoir le design, non seulement comme un meneur culturel et économique pour la ville, mais aussi comme un moyen d’améliorer la qualité de vie des citoyens. Partout au Québec, les professionnels du design sont au cœur de l’innovation et du dynamisme culturel et ils regroupent une force créative importante pour le développement économique de la province.

## Conclusion
Afin de confirmer Montréal et le Québec comme centres de création de qualité en termes d’architecture, de design et d’urbanisme, Mission Design a mis sur pieds une série d’initiatives visant à allier design et développement économique. Les projets menés par Mission Design visent à hisser le Québec parmi les sociétés les plus innovantes au monde en devenant une société où le design et la création sont intégrés dans la culture populaire et dans celle des organisations.